# مارتین نووسلاتس
مارتین نووسلاتس (کرواتی: Martin Novoselac؛ زادهٔ ۱۰ نوامبر ۱۹۵۰) بازیکن سابق یوگسلاو و مربی فوتبال اهل کرواسی است.
از باشگاه‌هایی که در آن بازی کرده‌است می‌توان به باشگاه فوتبال وویوودینا، باشگاه فوتبال المپیاکوس، باشگاه فوتبال دینامو زاگرب، و باشگاه فوتبال سیبالیا اشاره کرد.
وی همچنین در تیم ملی فوتبال یوگسلاوی بازی کرده‌است.